# Округ Биг Хорн (Вајоминг)
Биг Хорн (енгл. Big Horn County) је округ у америчкој савезној држави Вајоминг.

## Демографија
По попису из 2010. године број становника је 11.668, што је 207 (1,8%) становника више него 2000. године.
| Група             | 2000.          | 2010.          |
| Белци             | 10.527 (91,9%) | 10.435 (89,4%) |
| Афроамериканци    | 13 (0,1%)      | 26 (0,2%)      |
| Азијати           | 24 (0,2%)      | 39 (0,3%)      |
| Хиспаноамериканци | 707 (6,2%)     | 984 (8,4%)     |
| Укупно            | 11.461         | 11.668         |